# Sävedalen
Sävedalen, Säveåns dalgång, är en kommundel i Partille kommun. Sävedalen gränsar i väster till Göteborgs kommun och är en närförort till Göteborg. Sävedalen ingår i Göteborgs tätort.

## Historia
Sävedalen är beläget i Partille socken och ingick efter kommunreformen 1862 i Partille landskommun. I denna inrättades för orten 2 april 1931 Sävedalens municipalsamhälle vilket sedan upplöstes 31 december 1954. Sedan 1971 ingår orten i Partille kommun.
Tidigare låg här Ugglums by. När en järnvägsstation anlades 1917 valdes istället namnet Sävedalen för att undvika förväxling med Ucklum i Bohuslän. Sävedalen har sedermera blivit det vedertagna namnet på kommundelen. Innan stationen uppfördes fick man åka till Fräntorp för att kunna stiga på tåget till Göteborg. Stationen revs 1963.  
Hyreshus började byggas under 1930-talet. Folkets Hus invigdes hösten 1931. Mellan 1935 och 1960 innehöll Folkets Hus också en biograf. Inte långt därifrån fanns biografen Saga, som invigdes den 26 december 1939 och lades ner den 1 april 1962.

## Samhället
I Sävedalen finns flera matbutiker, pizzerior, frisörer, bageri, glassbar, bensinstationer och fotobutik. Där finns bland annat blomsteraffärer, ATG-butiker, restauranger, frisörer, antikaffär, jaktaffär, färghandel och banker. Glashuset, som är en mindre galleria, finns också här. Göteborgsvägen är en köpgata som går genom centrala Sävedalen och innefattar ett 20-tal butiker och restauranger. Innan köpcentret Allum byggdes bara några kilometer härifrån, var Göteborgsvägen ett viktigt handelscentrum för boende i hela Partille kommun. Vallhamra torg är ett annat handelscentrum i Sävedalen. På senare år har allt fler nya bostadsrättslägenheter byggts.
Triumf Glass AB etablerade sin första fabrik i Sävedalen 1958, och har numera sitt huvudkontor där. De driver även en glassbar utmed Göteborgsvägen som ligger alldeles intill Oves Gatukök. Båda har genom åren blivit kända för att dra långväga besökare.

## Idrott
I Sävedalen finns en idrottsanläggning med bland annat fotbollsplaner där Sävedalens IF har sin hemmaplan, en ishall där Partille HK har sin hemmahall och idrottsplats där Sävedalens AIK tränar friidrott. Sävedalens AIK har en friidrotts-, en skid- och en orienteringsektion.  I Sävedalens IF startade Bertil "Bebben" Johansson sin karriär. År 1954 värvades han av IFK Göteborg, där han framgångsrikt tillbringade resten av sin spelarkarriär som tog slut år 1968. Sävedalens IF har legat i svenska Division 2 sedan 2010.

## Personer med anknytning till Sävedalen
- Björn Rosenström - Sångare och låtskrivare
- Morgan Alling - Skådespelare, manusförfattare och regissör
- Andreas Kramer - Medeldistanslöpare
- Rami Bladlav - MMA-utövare
- Mostafa Mohamed - Långdistanslöpare
- Marcus Samuelsson - Krögare
- Ulla Skoog - Skådespelerska och sportkommentator
- Arne Hegerfors - Sportjournalist och programledare
- Elisabet Höglund - Journalist
- Petra Mede - Programledare
- Marie Hermanson - Författare